# Diplommatinidae
Diplommatinidae là một họ ốc biển trong liên họ Cyclophoridae.

## Các chi
- Phân họ Diplommatininae L. Pfeiffer, 1857
  - Diplommatina
  - Opisthostoma
    - subgenus Plectostoma

  - Palaina
- Phân họ Cochlostomatinae Kobelt, 1902
  - Cochlostoma
  - Toffolettia Giusti, 1971
- Subfamily unknown
  - Malarinia

## Hình ảnh

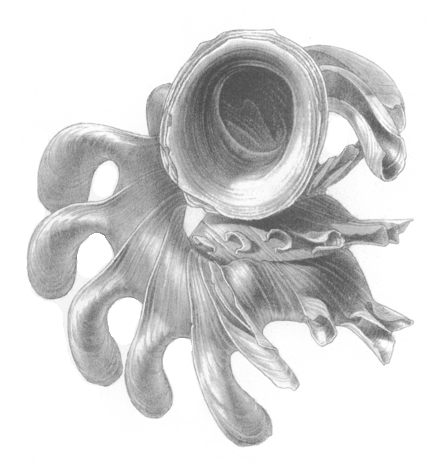
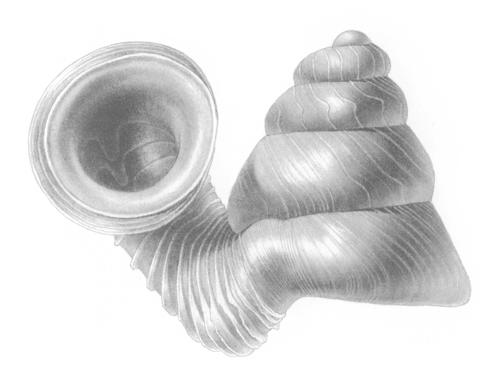
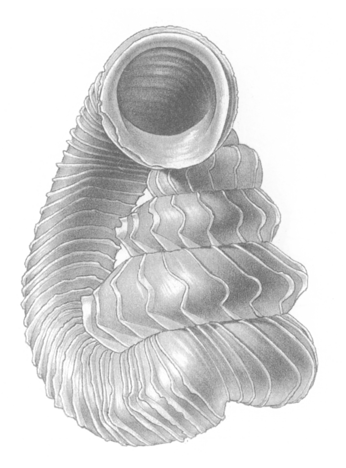
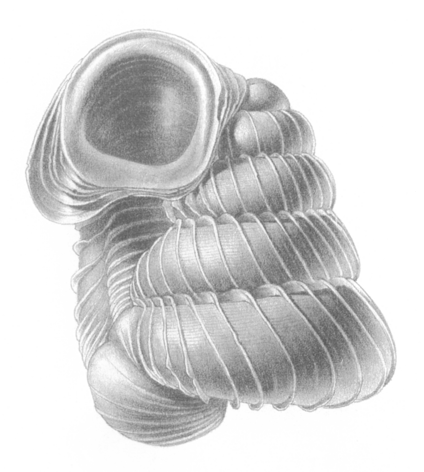